# Liste der denkmalgeschützten Objekte in Wiesing
Die Liste der denkmalgeschützten Objekte in Wiesing enthält die denkmalgeschützten, unbeweglichen Objekte der Tiroler Gemeinde Wiesing.

## Denkmäler
| Foto |                 | Denkmal | Standort                                   | Beschreibung | Metadaten |
| ---- | --------------- | --- | ------------------------------------------ | --- | --- |
| ja   | Datei hochladen | Kath. Pfarrkirche hll. Martin und Nikolaus mit angebauter Friedhofskapelle, Friedhof und Kriegerdenkmal HERIS-ID: 56018 Objekt-ID: 64966 TKK: 14519, 115769, 115768, … | Dorf 30, neben Standort KG: Wiesing        | Die vom Friedhof umgebene Pfarrkirche wurde in den Jahren 1777 bis 1780 neu erbaut, wobei der gotische Turm mit hohem Spitzhelm einbezogen wurde. An das vierjochige Schiff schließt ein zweijochiger eingezogener Chor an. Der barocke Hochaltar enthält ein Heiligenbild von Franz Anton Zeiller aus dem Jahr 1779. Aus dem gleichen Jahr stammen auch die von Matthias Ruef geschaffenen Fresken im Schiff und im Chor. | BDA-Hist.: Q38069525 Status: § 2a Stand der BDA-Liste: 2025-06-30 Name: Kath. Pfarrkirche hll. Martin und Nikolaus mit angebauter Friedhofskapelle, Friedhof und Kriegerdenkmal GstNr.: 1126/2, .254, 1126/1 Pfarrkirche hll. Martin und Nikolaus, Wiesing |
| ja   | Datei hochladen | Felderer-/Schützenkapelle HERIS-ID: 91288 Objekt-ID: 106040 TKK: 14404                                                                                                 | Erlach 213, neben Standort KG: Wiesing     | Die Kapelle mit einer Gedenktafel an den Schützenhauptmann Felderer wurde 1732 erbaut. | BDA-Hist.: Q37754155 Status: § 2a Stand der BDA-Liste: 2025-06-30 Name: Felderer-/Schützenkapelle GstNr.: .305 Feldererkapelle, Wiesing |
| ja   | Datei hochladen | Tiergartenmauer HERIS-ID: 91364 Objekt-ID: 106125 TKK: 14408 | Standort KG: Wiesing                       | Um den Buchberg sind Reste der Mauer des um 1580 von Erzherzog Ferdinand errichteten Tiergartens erhalten. Anmerkung: Standortangabe bezieht sich auf Grundstücksnummer 189/4. | BDA-Hist.: Q37754688 Status: § 2a Stand der BDA-Liste: 2025-06-30 Name: Tiergartenmauer GstNr.: 189/1, 189/4 |
| ja   | Datei hochladen | Straßenbrücke, Innbrücke HERIS-ID: 91365 Objekt-ID: 106126 TKK: 14407                                                                                                  | Dorf 23f, in der Nähe Standort KG: Wiesing | Die Brücke der Achenseestraße über den Inn wurde 1941 errichtet. Die 241 m lange Steinbogenbrücke aus Ötztaler Gneis überspannt den Inn in drei Bogen mit einer lichten Weite von je 34,7 m. Die beiden Flusspfeiler sind oben 4 m und im Fundament 8,5 m breit, sie reichen bis 3,6 m unter die Flusssohle. Die Brücke verbindet die Gemeinden Wiesing und Strass im Zillertal.                                           | BDA-Hist.: Q37754723 Status: § 2a Stand der BDA-Liste: 2025-06-30 Name: Straßenbrücke, Innbrücke GstNr.: 1157/1, 1009/1 Innbrücke Wiesing |
| ja   | Datei hochladen | Jenbach - Achenseebahn HERIS-ID: 205469seit 2022 | Standort KG: Eben, Jenbach, Wiesing        | Die Achenseebahn wurde 1889 eröffnet und zählt damit zu den ältesten noch bestehenden Zahnradbahnen. Sie ist die einzige noch in Betrieb befindliche Bergbahn mit Zahnrad- und Adhäsionsabschnitten in Österreich. Anmerkung: Liegt auch in den Gemeinden Eben am Achensee und Jenbach, siehe jeweils dort. | BDA-Hist.: Q163504 Status: Bescheid Stand der BDA-Liste: 2025-06-30 Name: Jenbach - Achenseebahn GstNr.: .133, 1391/1, 1011, .222, .223, 1369/1 Achenseebahn                                                                                               |